# بوو كوك
بوو كوك (بالإنجليزية: Boo Cook)‏ هو فنان قصص مصورة بريطاني، ولد في 1972.

## وصلات خارجية
- الموقع الرسمي
- بوو كوك على موقع ميوزك برينز (الإنجليزية)